# Frederick Beechey
Frederick William Beechey (Londen, 17 februari 1796 – aldaar, 29 november 1856) was een Britse geograaf en marineofficier. Hij was de zoon van de kunstenaars Henry William Beechey en Anne Beechey. 
In 1806 ging hij bij de marine, hij voer in Het Kanaal, langs de kust van Portugal, en in Oost-Brits-Indië. Hij nam deel aan de Slag van New Orleans (8 januari, 1815) en op 10 maart werd hij tot luitenant benoemd. In januari 1825 werd hij op poolexpeditie gestuurd. Hij kwam als eerste aan op Point Barrow. Van 1835 tot 1847 onderzocht hij voornamelijk de kust van Zuid-Amerika en Ierland. In 1855 werd hij verkozen tot voorzitter van de Geographical Society.

## Militaire loopbaan
- Midshipman: 8 januari 1807[1]
- Lieutenant: 10 maart 1815[1]
- Commander: 25 januari 1822[1]
- Captain: 8 mei 1827[1]
- Rear-Admiral: 1854[1]

- Bibsys: 90516872
- Biblioteca Nacional de Chile: 000884061
- Biblioteca Nacional de España: XX5541325
- Bibliothèque nationale de France: cb15369631q (data)
- Author citation (botany): Beechey
- CiNii: DA02067614
- Stuttgart Database of Scientific Illustrators 1450–1950: 4396
- Gemeinsame Normdatei: 116107170
- International Standard Name Identifier: 0000 0000 8157 2422
- Library of Congress Control Number: n50008137
- Nationale bibliotheek van Australië: 36381011
- Nationale Bibliotheek van Israël: 987007463488405171
- Nederlandse Thesaurus van Auteursnamen: 070259909
- RKD-Nederlands Instituut voor Kunstgeschiedenis: 5577
- LIBRIS: 170889
- SNAC: w6n58zp1
- Système universitaire de documentation: 196311837
- Semantic Scholar: 90353757
- Trove: 1252529
- Union List of Artist Names: 500116920
- Virtual International Authority File: 295145858083223021742